# Comité de solidarité Québec-Chili
Le Comité de solidarité Québec-Chili, parfois connu sous le nom de Comité Québec-Chili, est un groupe militant progressiste québécois de soutien au peuple chilien actif entre 1973 et 1982, puis de 1987 à 1990. Considéré à l'époque comme le « porte-parole le plus visible de la cause chilienne au Québec », il vise notamment à s'opposer au coup d'État d'Augusto Pinochet et sa dictature militaire subséquente,. 
Le groupe est particulièrement actif entre 1973 et 1975, là où plusieurs syndicats, groupes populaires et groupes de solidarité internationale participent au projet, avec plusieurs branches dans différentes régions du Québec. 

## Historique
Dès l'arrivée au pouvoir du parti Unité Populaire de Salvador Allende en 1970, plusieurs regroupements progressistes au Québec s'intéressent au cas du Chili comme lieu de développement d'un socialisme démocratique. Entre 1970 et 1973, plusieurs délégations québécoises s'y rendent pour faire des observations, notamment le Réseau des politisés chrétiens (RPC), le Centre de formation populaire (CFP), ainsi que des coalitions syndicales menées notamment par Michel Chartrand,. Ce dernier participe notamment à la Conférence internationale ouvrière organisée par la Centrale unitaire des travailleurs du Chili en avril 1973, événement qui inspirera l'organisation de la Conférence internationale de solidarité ouvrière de 1975. 

Le 19 septembre 1973, soit huit jours après le coup d'État chilien, a lieu une assemblée entre plus de 100 personnes à Montréal, dont des membres du Secrétariat Québec-Amérique latine (SQAL), du CFP, ainsi que des grandes centrales syndicales (CSN, FTQ et CEQ). C'est à ce moment qu'est fondé le Comité de solidarité Québec-Chili. Tel que l'explique Suzanne Chartrand, militante du comité: 
Dès la fondation du Comité Québec-Chili, notre objectif principal était de faire de la sensibilisation auprès de la population québécoise et de produire de l’information sur la situation chilienne. Nous voulions aussi appuyer la résistance populaire chilienne. C’est-à-dire que nous soutenions les gens qui se battaient contre la dictature sanglante qui venait de prendre le pouvoir.
Est alors créé un comité de coordination nationale composé de cinq membres des centrales syndicales et de groupes populaires, une assemblée générale, un groupe de membres militants ainsi que plusieurs comités dans différentes régions (Chicoutimi, Lac-Saint-Jean, Sherbrooke, Hull, Outaouais, Trois-Rivières), universités (Université de Montréal, UQAM, Université McGill), cégeps, et quartiers de Montréal (Côte-des-Neiges et Pointe-Saint-Charles). 
Entre les années 1973 et 1975, le comité organise une série d'actions de mobilisation: plusieurs manifestations — dont une le 1ᵉʳ décembre 1973 ayant réuni 5000 personnes au Forum de Montréal —, des plaidoyers envers les élus politiques, de l'éducation auprès des syndiqués et organisations syndicales québécoises, ainsi que de l'aide financière aux résistants chiliens,. Sur ce dernier aspect, le mouvement mène plusieurs campagnes de collecte de fonds, permettant d’envoyer plus de 50 000 $ au Mouvement de la Gauche révolutionnaire (MIR). En plus, le comité facilite alors l'arrivée au Québec d'un bon nombre de réfugiés politiques chiliens et sud-américains ayant fui le pays suivant le coup d'État.    
Le comité publie, entre 1974 et 1982, le bulletin d'information Chili-Québec Informations. Tel que l'explique Roberto Hervas: « dès sa fondation, le bulletin réussit à mettre en circulation plus de 1200 exemplaires distribués dans les syndicats, les kiosques, par des abonnements individuels et collectifs ainsi que dans d’autres villes et d’autres pays. » Selon d'autres sources, le bulletin a un tirage important de 1 500 à 3 500 copies.  
À partir de 1975, en raison d'un essoufflement militant causé par une stagnation de la situation politique au Chili, plusieurs groupes, notamment syndicaux, se désaffilient du Comité. De plus, des tensions à l'interne — causées notamment par la présence d'une plus grande quantité de réfugiés chiliens au sein de l'organisation — mènent à des schismes dans la structure organisationnelle. Ceci pousse les dirigeants du Comité à affirmer « le contrôle québécois des comités de solidarité sur leurs activités et leurs orientations », c'est-à-dire le maintien d'une direction québécoise afin de mieux « intervenir politiquement dans le Québec ».  
Entre 1975 et 1980, le comité mène une campagne importante contre l'entreprise canadienne Noranda Mines, qui projetait alors d’implanter une mine de cuivre à ciel ouvert au Chili. Cette campagne a bénéficié d'un appui important de la part de groupes populaires et syndicaux.  
En 1987, un nouveau Comité Québec-Chili est fondé par une coalition de syndicats, groupes populaires et partis politiques (dont le NPD et le PQ). Son objectif est de surveiller et d’encourager le retour à la démocratie au Chili. Le groupe effectue deux missions d'observation au Chili: une lors du plébiscite d'Augusto Pinochet en octobre 1988, et l'autre lors des élections présidentielles de décembre 1989.  
En 1989, Patricio Aylwin remporte les élections au Chili, mettant fin à l'ère de la dictature de Pinochet. Quelques mois plus tard, en 1990, le Comité Québec-Chili se dissout officiellement. 